# Salterio (libro de salmos)

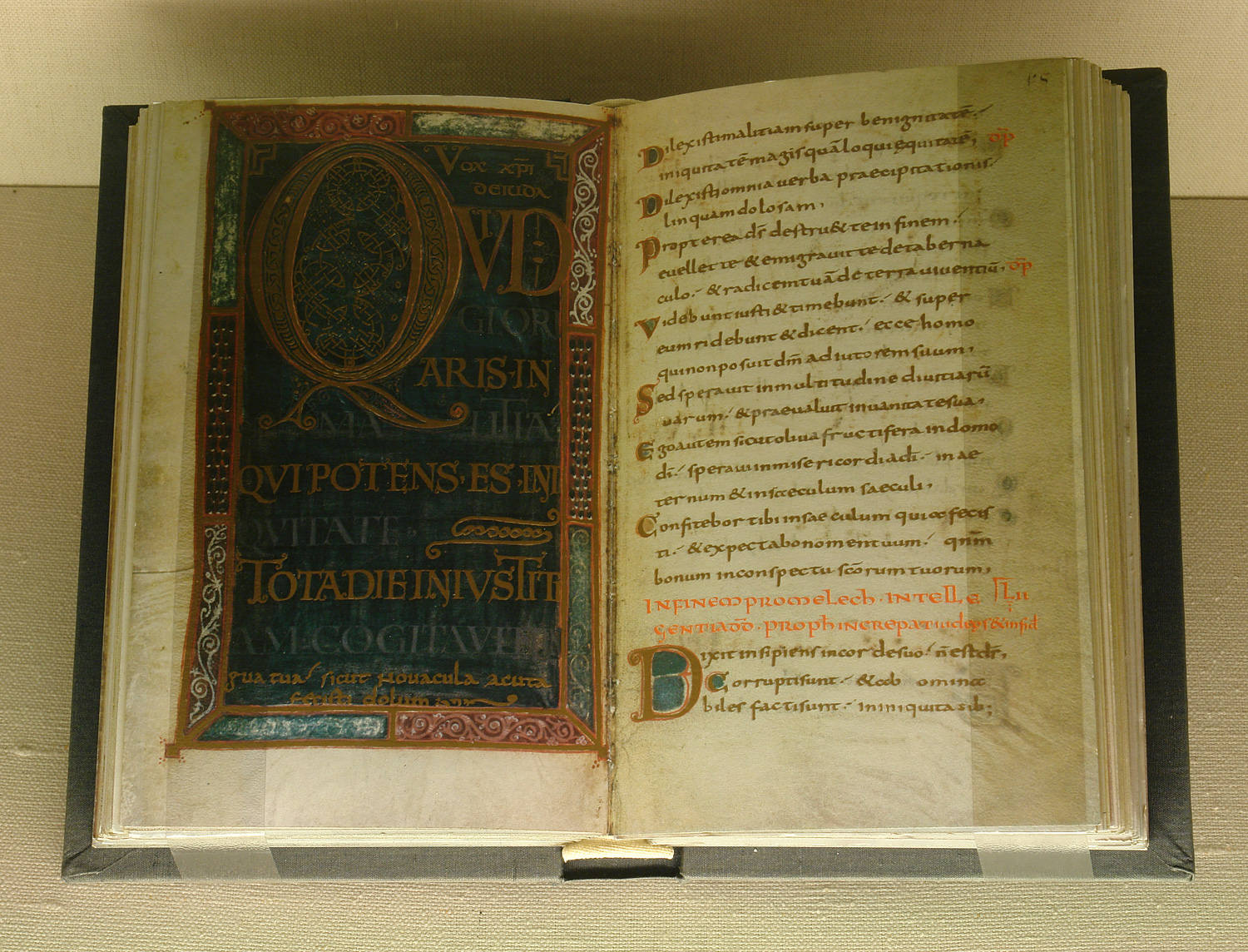
El "Salterio dorado".

Un salterio (del griego, psaltérion, instrumento de cuerdas en forma de cítara) en su acepción de libro de salmos, es un compendio o colección de salmos, composiciones líricas musicales sagradas, que puede hacer referencia a distintas colecciones de himnos musicales de ese género.
En el siglo IX era el único libro litúrgico que podía pertenecer a un laico y se presentaba en manuscritos iluminados. Esta peculiaridad se dilató hasta el siglo XIV con la aparición de los libros de horas.
Se solían hacer recitaciones diarias del salterio aparte de la misa. Durante la Edad Media, los monjes y sacerdotes debían aprendérselo de memoria. En general estaban asociados con otros elementos religiosos como un calendario litúrgico o las letanías de los santos.
Los dos más conocidos actualmente son:
- El Libro de los Salmos.
- El Libro de los Salmos de Salomón.